# Lakota v Kazahstanu 1919–1922
Kazahstanska lakota 1919–1922, imenovana tudi turkestanska lakota 1919–1922, je bila obdobje množične lakote in suše, ki se je zgodila v Kirgiški ASSR (današnji Kazahstan) in Turkestanski ASSR, kot posledica ruske državljanske vojne, v kateri je umrlo od 400.000 do 750.000 kmetov in civilistov. Dogodek je bil del večje ruske lakote v letih 1921–1922, ki je prizadela tudi druge dele ZSSR, v kateri je skupaj umrlo do 5.000.000 ljudi.

## Ozadje
Lakota je bila posledica hude občasne suše, ki jo je poslabšala ruska državljanska vojna in politika Prodrazvyorstka[potrebno prečrkovanje], ki jo je sprejela sovjetska vlada.

## Lakota
Do leta 1919 je približno polovica prebivalstva umrla od lakote. Razširjene so bile tudi epidemije tifusa in malarije. Največji odstotek smrtnih žrtev kazahstanskega prebivalstva je bil v provincah Aktyubinsk, Akmola, Kustanai in Ural. Po ocenah demografov je umrlo okoli 19 % prebivalstva, kar je enako 400.000 ljudi. Vendar je Turar Ryskulov, predsednik centralnega volilnega odbora Turkestanske avtonomne sovjetske socialistične republike, ocenil, da je umrla približno ena tretjina prebivalstva, kar je enako 750.000 ljudi. 

## Posledice
Sovjetska vlada je povabila mednarodne organizacije, kot je Workers International Relief, da zagotovijo pomoč, ameriška vlada pa je od leta 1920 do 1923 zagotovila pomoč sestradanim prebivalcem Kazahstana prek Ameriške uprave za pomoč. Leta 1923 in 1924 sta bili prelomni točki v obnovi narodnega gospodarstva in najhujša faza lakote se je končala leta 1922. Vendar so se pomanjkanje, lakota in bolezni nadaljevali vse leto 1923 in vse leto 1924.   